# Manimal (serie de televisión)
Manimal fue una serie de televisión estadounidense emitida por NBC del 30 de septiembre al 17 de diciembre de 1983. Debido a su baja audiencia, fue cancelada tras solo ocho episodios.
La trama giraba en torno al Dr. Jonathan Chase (Simon MacCorkindale), un hombre con la habilidad de transformarse en cualquier animal, poder que usaba para ayudar a la policía a resolver crímenes. Sus transformaciones más comunes eran en halcón y pantera negra, aunque en algunos episodios también se convirtió en caballo, delfín, oso y serpiente.
Las escenas de transformación fueron creadas por el experto en efectos especiales Stan Winston.

## Elenco
- Simon MacCorkindale – Dr. Jonathan Chase
- Melody Anderson – Brooke Mackenzie
- Michael D. Roberts – Tyrone "Ty" C. Earl (capítulos del 2 al 8, ya que en el primero estuvo el actor Glynn Turman)
- Reni Santoni – Nick Rivera
- William Conrad – Narrador

## Lista de episodios
| #  | Título.                                                                 | Guionistas                        | Director         | Sinopsis del capítulo                                              |
| -- | ----------------------------------------------------------------------- | --------------------------------- | ---------------- | ------------------------------------------------------------------ |
| 1. | Manimal (en versión en español: Manimal).                               | Glen A. Larsson & Donald R. Boyle | Russ Mayberry    | Manimal lucha contra unos traficantes de armas.                    |
| 2. | Illusion (en versión en español: Magia).                                | Paul Mason                        | Daniel Haller    | Ahora el combate es con un grupo de contrabandistas.               |
| 3. | Night Of The Scorpion (en versión en español: La Noche del Escorpión) . | Glen A. Larsson                   | Daniel Haller    | En este episodio, investigan el homicidio de un agente secreto.    |
| 4. | Female Of The Species (en versión en español: Única en su especie).     | Michael Berk & Douglas Schwartz   | Georg J. Fenady  | Manimal protege a una joven criada por lobos.                      |
| 5. | High Stakes (en versión en español: Lo que está en juego).              | Michael Berk & Douglas Schwartz   | Sidney Hayers    | Se trata del secuestro de un caballo de carreras.                  |
| 6: | Scrimshaw (en versión en español: El Tesoro de Topaz).                  | Michael Berk & Douglas Schwartz   | Chuck Bail       | La búsqueda de un tesoro en una remota isla.                       |
| 7. | Breath Of The Dragon (en versión en español: El Dragón).                | Joseph Gunn                       | Leslie Martinson | Manimal lucha contra una pandilla de extorsionadores.              |
| 8. | Night Of The Beast (en versión en español: La Noche de La Bestia).      | Sam Egan                          | Russ Mayberry    | Se enfrentan con un grupo que quiere adueñarse de un pueblo rural. |